# Những mảnh ghép cảm xúc 2
Những mảnh ghép cảm xúc 2 (tên tiếng Anh: Inside Out 2) là bộ phim hoạt hình máy tính thuộc thể loại phim dành cho tuổi mới lớn của Hoa Kỳ ra mắt năm 2024 được sản xuất bởi Pixar Animation Studios và phân phối bởi Walt Disney Studios Motion Pictures. Đây là phần hậu truyện của bộ phim Những mảnh ghép cảm xúc (2015) và đồng thời cũng là bộ phim đạo diễn đầu tay của Kelsey Mann, được sản xuất bởi Mark Nielsen với kịch bản do Meg LeFauve chấp bút. Phim còn có sự tham gia lồng tiếng trở lại của Amy Poehler, Phyllis Smith và Lewis Black trong các vai diễn cũ, bên cạnh những cái tên mới như Tony Hale, Liza Lapira và Maya Hawke.
Những mảnh ghép cảm xúc 2 được công bố lần đầu vào tháng 9 năm 2022 tại sự kiện D23 Expo, với sự tham gia của Mann, Nielsen và LeFauve lần lượt trong các vai trò đạo diễn, sản xuất và biên kịch, trong khi Poehler cũng tiết lộ rằng cô cũng sẽ trở lại với vai diễn cũ của mình. Phần phim này sẽ sử dụng ý tưởng "từ 5 đến 27 cảm xúc" của Pete Docter trong phần phim đầu để Mann giới thiệu nó trong quá trình sản xuất nhằm tận dụng để xây dựng một thế giới "trung thực".
Những mảnh ghép cảm xúc 2 được công chiếu tại các rạp phim Hoa Kỳ và Việt Nam vào ngày 14 tháng 6 năm 2024. Tác phẩm nhìn chung nhận về những lời khen ngợi từ giới chuyên môn sau khi ra mắt.

## Nội dung
"Những mảnh ghép cảm xúc 2" sẽ quay trở lại phần tâm trí mới được thành lập của cô bé thiếu niên Riley ngay khi trụ sở chính đang bị phá hủy đột ngột để nhường chỗ cho một thứ hoàn toàn mới: Một cảm xúc mới! Vui Vẻ, Buồn Bã, Giận Dữ, Sợ Hãi và Chán Ghét, những người từ lâu đã điều hành mọi hoạt động một cách thành công trên mọi phương tiện, không biết cảm giác sẽ thế nào khi cảm xúc mới là Lo Âu xuất hiện. Và có vẻ như cô ấy sẽ không đơn độc.— Pixar Animation Studios

## Lồng tiếng
- Amy Poehler lồng tiếng vai Vui Vẻ[6]
- Phyllis Smith lồng tiếng vai Buồn Bã[6]
- Kensington Tallman lồng tiếng vai Riley Andersen[7]
- Diane Lane lồng tiếng vai cô Andersen, mẹ của Riley[6]
- Kyle MacLachlan lồng tiếng vai chú Andersen, bố của Riley[6]
- Lewis Black lồng tiếng vai Giận Dữ[6]
- Tony Hale lồng tiếng vai Sợ Hãi (được lồng tiếng bởi Bill Hader trong phần phim đầu)[6]
- Liza Lapira lồng tiếng vai Chán Ghét (được lồng tiếng bởi Mindy Kaling trong phần phim đầu)[6]
- Maya Hawke lồng tiếng vai Lo Âu[6]
- Ayo Edebiri lồng tiếng vai Ganh Tị[8]
- Adèle Exarchopoulos lồng tiếng vai Chán Nản[8]
- Paul Walter Hauser lồng tiếng vai Xấu Hổ[8]

## Sản xuất

### Phát triển
Đạo diễn của Những mảnh ghép cảm xúc (2015), Pete Docter đã nảy mầm những ý tưởng cho phần tiếp theo của bộ phim trong khi các đề cử của phần phim gốc được công bố tại Giải Oscar lần thứ 88 vào tháng 1, 2016. Pixar cũng chính thức xác nhận về việc phát triển phần phim hậu truyện này trong khuôn khổ của sự kiện D23 Expo vào tháng 9 năm 2022 bằng việc Amy Poehler tiến lên sân khấu để thảo luận về bộ phim bên cạnh Docter. Kelsey Mann sau đó cũng thông báo sẽ ngồi vào vị trí đạo diễn của phim (và đây cũng trở thành bộ phim điện ảnh dài đầu tiên của anh sau bộ phim ngắn Party Central năm 2013) với Mark Nielsen sẽ đảm nhận vai trò sản xuất, trong khi Meg LeFauve được xác nhận sẽ trở lại vai trò biên kịch của phim từ phần phim đầu. Để xây dựng một thế giới "trung thực", Mann đã sử dụng ý tưởng "từ 5 đến 27 cảm xúc" trong phần phim đầu của Docter để giới thiệu nó trong quá trình sản xuất.

### Tuyển vai
Poehler đã chấp nhận hợp đồng giá trị 5 triệu Đô la Mỹ kèm theo những khoản lợi nhuận thưởng béo bở để trở lại với vai diễn Vui Vẻ của mình. Sau những bất đồng về tiền lương, Mindy Kaling và Bill Hader đã từ chối trở lại vai diễn của họ từ phần phim trước là Chán Ghét và Sợ Hãi; họ và phần còn lại của các diễn viên trở lại từ phần đầu được cho là đã được đề nghị mức lương 100,000 Đô la Mỹ mỗi người, tương đương với 2% lương của Poehler. Vào ngày 9 tháng 11, 2023, một phân đoạn teaser trailer quảng cáo ngắn được công chiếu đã xác nhận rằng Tony Hale và Liza Lapira sẽ thay thế Hader và Kaling lần lượt trong hai vai diễn là Sợ Hãi và Chán Ghét, trong khi Maya Hawke sẽ tham gia lồng tiếng một vai diễn cảm xúc mới đó là Lo Âu.

## Phát hành
Những mảnh ghép cảm xúc 2 được dự kiến sẽ công chiếu tại các rạp Hoa Kỳ vào ngày 14 tháng 6, 2024. Bộ phim được ra mắt tại Việt Nam trong cùng ngày.

### Quảng bá
Một đoạn teaser trailer ngắn cũng như áp phích của phim đã được công bố vào ngày 9 tháng 11 năm 2023. James Withbrook từ tờ Gizmodo và Rotem Rusak của trang Inverse đã nhấn mạnh về sự xuất hiện của ba cảm xúc khác trong áp phích bao gồm: Xấu Hổ, Chán Nản và Ghen Tỵ. Đoạn quảng cáo đã đạt được cột mốc 157 triệu lượt xem trong 24 giờ đầu ở tất cả các nền tảng phương tiện truyền thông mạng xã hội—bao gồm 78 triệu lượt xem từ TikTok— và chính thức trở thành đoạn phim hoạt hình quảng cáo được xem nhiều nhất trong lịch sử của Disney.

## Đón nhận

### Doanh thu phòng vé
Tính đến  ngày 16 tháng 6 năm 2024, Những mảnh ghép cảm xúc 2 đã thu về 155 triệu USD tại thị trường Hoa Kỳ và Canada, và 140 triệu USD tại các phòng vé quốc tế, qua đó nâng tổng doanh thu toàn cầu lên đến 295 triệu USD. Tại Việt Nam, bộ phim thu về gần 20 tỷ đồng sau ba ngày công chiếu.

### Đánh giá chuyên môn
Trên trang web tổng hợp đánh giá Rotten Tomatoes, 92% trong số 213 bài phê bình được xác định là tích cực, với điểm trung bình là 7.6/10.  Nhìn chung các nhà bình luận đều đồng thuận ở nội dung: "Bằng việc thêm kịch tính cho mọi thứ với nỗi lo âu của tuổi thiếu niên, Những mảnh ghép cảm xúc 2 giúp giải tỏa tâm trí và làm rung động người xem bằng cách đạt kỳ vọng về trí tuệ cảm xúc của bộ phim đầu tiền"
Trang Metacritic sử dụng công thức bình quân gia quyền, đã chấm bộ phim số điểm 74
/100 dựa trên 54 nhà phê bình, cho thấy "nhìn chung là thuận lợi". Khán giả được phỏng vấn bởi CinemaScore cho bộ phim điểm "A" trên thang điểm A+ đến F (giống phần đầu), trong khi những người khảo sát bởi PostTrak cho bộ phim điểm trung bình là 4,5 trên 5 sao, với 71% người tham gia chắc chắn sẽ khuyến khích xem bộ phim.